# ʻAiea (Hawaii)
ʻAiea ist ein Census-designated place (CDP) im Honolulu County auf der Insel Oʻahu im US-Bundesstaat Hawaii mit 10.408 Einwohnern (2020).
Im Ort befindet sich das Aloha Stadium und mit dem Pearlridge Center das größte Indoor-Einkaufszentrum von Hawaii.

## Geographie
Nach den Angaben des United States Census Bureaus hat der CDP eine Fläche von 4,5 km², wovon 4,3 km² auf Land und 0,3 km² (5,71 %) auf Gewässer entfallen.
Die Anwohner verstehen unter der Bezeichnung ʻAiea allgemein nicht nur das auf den CDP entfallenden Bereich, sondern fast den kompletten Bereich zwischen dem Osten von Pearl Harbor bis zur ʻAiea Bay, einschließlich des ansteigenden Hügellands nordwärts bis zu den Koʻolau-Bergen.

## Demographie
ʻAiea hatte 2010 9434 Einwohner, die sich zusammensetzen aus: 48,1 % Asiaten, 28 % gemischtrassig, 17,6 % Weiße, 4,7 % native Hawaiier und andere Polynesier sowie 0,5 % Schwarze. Das mittlere Haushaltsjahreseinkommen beträgt 106.556 US-Dollar, der mittlere Preis einer Wohneinheit liegt bei 780.400 US-Dollar.

## Geschichte
ʻAiea war ursprünglich der Name einer ahupuaʻa, einer hawaiischen Landdivision. ʻAiea erstreckte sich vom ʻAiea Bay (Teil Pearl Harbors) bis zu den Bergen im Norden. Ende des 19. Jahrhunderts wurde hier von der Honolulu Plantation Company eine Zuckerrohrplantage angelegt.
Da ʻAiea mehrere Meilen Küstenlinie mit Pearl Harbor teilt, hatte der japanische Angriff am 7. Dezember 1941 auf die Stadt große Auswirkungen. So ist beispielsweise ein beschädigtes Schiff, die USS Vestal bei ʻAiea auf Strand gelaufen, um ein Sinken zu verhindern. So positionierten sich auch viele Fotografen während des Angriffs in den Hügeln um ʻAiea.
Nach dem Zweiten Weltkrieg wurde die Plantage geschlossen und die Mühle in eine Zuckerraffinerie umgebaut. Währenddessen begannen Entwickler, die Stadt in die ehemaligen Anbaugebiete zu erweitern. Seitdem wuchs die Stadt als ein wichtiger Vorort Honolulus heran. Die Geschichte der Zuckerindustrie ʻAiea wurde 1998 beendet. Nachdem 1996 die Raffinerie geschlossen wurde, rissen die Besitzer 1998 unter dem Protest von Bewohnern und Regierung die 99 Jahre alte Zuckermühle ab.